# Xenomai
Xenomai は、Linux環境にシームレスに統合された、Linuxカーネルと協調して動作するリアルタイム開発フレームワーク である。 インターフェースに依存しないハードリアルタイムサポートを提供することを特徴とする。
Xenomaiプロジェクトは2001年8月に開始された。2003年にはこのプロジェクトは RTAI プロジェクトとマージされ、RTAI/fusionと呼ばれる製品品質のリアルタイムフリーソフトウェアプラットフォームをXenomaiの抽象RTOSコアの上に構築するようになった。このRTAI/fusionの取り組みは最終的にはRTAIから独立し2005年に再びXenomaiプロジェクトとなった。
Xenomai は抽象的なRTOSコアに基づいており、様々なリアルタイムインターフェースを構築するのに利用できるため、様々な汎用RTOSサービスの核となっている。多くのスキンと呼ばれるRTOSパーソナリティがこの核の上に構築され、それぞれの仕様に特化したアプリケーションを提供している。これのサービスがひとつの汎用的なコアの上に実装されている。

## Xenomai と RTAI
XenomaiとRTAIは、幾つかの構想（アイデア）やRTDM（The Real-Time Driver Model (RTDM)）レイヤーのサポートの点で共通点はあるが、多くの点で差異がある。最も大きな違いは、それぞれのプロジェクトの目的間の相違と、それぞれの目指す実装である。RTAIが最下層における低レイテンシに注力する一方、Xenomaiは拡張性（RTOSスキン）、移植性、保守性を重要なゴールとしている。XenomaiにおけるIngo MolnaのPREEMPT_RTサポートはRTAIとの重要な違いの一つである。

## 参照
- Adeos
- RTAI- 幾つかの構想（アイデア）やRTDMレイヤーのサポートの点では、共通点がある。